# Muscowpetung 80
Muscowpetung 80 är ett reservat i Kanada.   Det ligger i provinsen Saskatchewan, i den sydöstra delen av landet, 2 200 km väster om huvudstaden Ottawa.
Trakten runt Muscowpetung 80 består till största delen av jordbruksmark. Trakten runt Muscowpetung 80 är nära nog obefolkad, med mindre än två invånare per kvadratkilometer.